# Fljótavík (Hornstrandir)
Die Bucht Fljótavík liegt im Norden der Halbinsel Hornstrandir in der Region Vestfirðir im äußersten Nordwesten Islands.
Die Bucht liegt östlich von Straumnes, ist 3,5 Kilometer breit und reicht zwei Kilometer weit in das Land. In der Bucht gibt es keine ständig bewohnten Häuser mehr. Sie ist nicht über Straßen oder Pisten zu erreichen. Westlich dieser Bucht liegt Aðalvík.